# Mjesečarenje
Mjesečarenje ili somnambulizam (od latinskih riječi somnium – san i ambulare – hodati, šetati) je hodanje u snu. To je pojava pri kojoj osoba (najčešće dijete) ustaje noću u snu, hoda, govori ili obavlja složene pokrete. Mjesečar se u budnom stanju obično ne sjeća onog što je činio tijekom sna. Pojava somnambulizma objašnjava se na različite načine, ali još uvijek ne postoji opće prihvaćena teorija osim one kojom se ukazuje na duboko nesvjesne razloge koji su kod svake osobe specifični.